# Corticaria cotovillae
Corticaria cotovillae es una especie de coleóptero de la familia Latridiidae.

## Distribución geográfica
Habita en España.